# Epicopeia leucomelaena
Epicopeia leucomelaena is een vlinder uit de familie van de Epicopeiidae. De wetenschappelijke naam van de soort is voor het eerst geldig gepubliceerd in 1919 door Oberthür.